# Городское поселение «Город Сосенский»
Городское поселение «Город Сосенский» — муниципальное образование в Козельском районе Калужской области.
Административный центр — город Сосенский.
Распоряжением Правительства РФ от 29 июля 2014 года № 1398-р «Об утверждении перечня моногородов» муниципальное образование включено в категорию «Монопрофильные муниципальные образования Российской Федерации (моногорода), в которых имеются риски ухудшения социально-экономического положения».

## Население
| 2009    | 2010    | 2011    | 2012    | 2013    | 2014    | 2015    |
| ------- | ------- | ------- | ------- | ------- | ------- | ------- |
| 11 986  | ↗12 492 | ↘12 316 | ↘12 123 | ↘11 853 | ↘11 583 | ↘11 277 |
| 2016    | 2017    | 2018    | 2019    | 2020    | 2021    | 2023    |
| ↘11 065 | ↗11 100 | ↘10 666 | ↘10 578 | ↘10 459 | ↗11 627 | ↘11 483 |

## Состав городского поселения
В состав городского поселения входят 4 населённых пункта:
| № | Населённый пункт | Тип населённого пункта        | Население |
| - | ---------------- | ----------------------------- | --------- |
| 1 | Сосенский        | город, административный центр | ↘11 259   |
| 2 | Гранный Холм     | деревня                       | ↘16       |
| 3 | Марьино          | деревня                       | ↘1        |
| 4 | Шепелево         | железнодорожная станция       | ↘83       |